# Marius Manole
Marius Manole (n. 4 octombrie 1978, Iași) este un actor român. Din anul 2002, este actor al Teatrului Național București. Este cunoscut pentru investițiile în imobiliare și a facut adesea acte de caritate donând o parte din locuințe. Cu timpul, a închiriat pe gratis camere din propria sa locuință.

## Biografie
Marius Manole a absolvit în 2001 Universitatea de Arte „George Enescu” din Iași, secția Actorie, la clasa profesor Emil Coșeriu și Cornelia Gheorghe.  Între 2002 - 2003, a urmat cursurile Secției de Coregrafie de la Universitatea Națională de Artă Teatrală și Cinematografică „Ion Luca Caragiale” din București. De asemenea a participat la stagiile din cadrul Academiei Itinerante Andrei Șerban, la Horezu și la New York, atelier realizat de ICR New York cu sprijinul ICR București, în 2009.

## Activitate la Teatrul Național București
Marius Manole este angajat al TNB din 2002, unde a jucat în următoarele spectacole:
- Mackie Șiș - Opera de trei parale, de Bertolt Brecht, regia Gelu Colceag, 2024
- Hamlet - Gertrude, de Radu F. Alexandru, regia Silviu Purcărete, 2023
- Paul Negrescu - Repetiție pentru o lume mai bună, de Mihai Radu și Ionuț Sociu după romanul omonim de Mihai Radu, regie Radu Afrim, 2023
- Ivan Kaliaiev - Cei drepți, de Albert Camus, regia Mihai Măniuțiu, 2022
- Elliott Cooper - Casa de la țară, de Donald Margulies, regia Claudiu Goga, 2022
- Prozorov - Trei surori, un scenariu (ne)firesc de liber după Cehov, regia Radu Afrim, 2019
- Conștiința - Pădurea spânzuraților, după Liviu Rebreanu, regia Radu Afrim, 2018
- Mercuțio - Romeo și Julieta, de William Shakespeare, regia Yuri Kordonsky, 2018
- Ștefăniță Vodă  -  Viforul, de Barbu Ștefănescu Delavrancea, regia Alexandru Dabija, 2018
- Lenglumé - Crima din strada Lourcine, de Eugène Labiche, regia Felix Alexa, 2017
- Mike  -  Memoria apei , de Shelagh Stephenson, regia Erwin Șimșensohn, 2016
- Bufonul  -  Regele Lear , de  William Shakespeare, regia David Doiashvili, 2015
- Bătrânica apatică, Actorul  -  Între noi e totul binee, de Dorota Masłowska, regia Radu Afrim, 2015
- Andrea / Mane  - Butoiul cu pulbere , de Dejan Dukovski, regia Felix Alexa, 2014
- Finn Tomason - Hoți de Dea Loher, regia Radu Afrim, 2014
- Ivan Hlestakov - Revizorul de Nikolai Vasilievici Gogol, regia Felix Alexa, 2013
- Ion - Năpasta de I.L. Caragiale, regia Radu Afrim, 2012
- Povestitorul - Două loturi de I.L. Caragiale, regia Alexandru Dabija, 2012
- Polițistul - Vizita bătrânei doamne de Friedrich Dürrenmatt, regia Alexander Morfov, 2011
- Tânărul - Avalanșa de Tuncer Cucenoglu, regia Radu Afrim, 2010
- Lopahin Ermolai Alexeevici - Livada de vișini de Anton Pavlovici Cehov, regia Felix Alexa, 2010
- Egorușka - Sinucigașul de Nikolai Erdman, regia Felix Alexa, 2009
- Povestitorul - Privighetoarea si trandafirul de Oscar Wilde, regia Carmen Lidia Vidu, 2007
- Yuichi - Iubiri interzise de Yukio Mishima, regia Issey Takizawa, 2007
- Claudiu / Cleonte - Burghezul gentilom după J.B.P. Molière, regia Petrică Ionescu, 2006
- Kraft - Gândirea de Leonid Andreev, regia Felix Alexa, 2005
- Kolea, Sonia Oniscenko - A patra soră de Janusz Glowaczki, regia Alexandru Colpacci, 2006
- Șarik, Tipograf Tipografovici Șarikov - „Inimă de câine” de Mihail Bulgakov, regia Yuri Kordonsky, 2005
- Puck - Visul unei nopți de vară de William Shakespeare, regia Felix Alexa, 2003

## Activități în afara TNB
Marius Manole colaborează cu diverse teatre din București:
Teatrul Avangardia
- Victor - Demnitate - regia Ignasi Vidal - 2017

Teatrul Bulandra
- Richard al III-lea - Richard 3, de William Shakespeare, regia Andrei Șerban, 2019
- Mihai Mihailovici Borkin - Ivanov, de Anton Pavlovici Cehov, regia Andrei Șerban, 2011
- Oscar - Oscar și Tanti Roz, de Eric Emmanuel Schmidt, regia Chris Simion, 2010
- Primul Raskolnikov - Crimă și pedeapsă, de Feodor Dostoievski, regia Yuri Kordonsky, 2006

Teatrul Metropolis
- Spitalul comunal de Hristo Boicev, regia Felix Alexa, 2012
- Opposites Attract de Bruce Kane, regia Florin Piersic Jr. și Dorina Chiriac , 2010
- Valea - În rolul victimei de Oleg Presnyakov, regia Felix Alexa, 2007
- Bebe - Jocul de-a adevărul de Lia Bugnar, regia Lia Bugnar și Dorina Chiriac, 2007

Teatrul de Comedie
- Povestitorul, Călugărul, Bufonul Hainselin, Ducele de Bedford, Cardinalul, Rectorul - Ioana și focul de Matei Vișniec, regia Cătălina Buzoianu, 2008

Teatrul LUNI de la Green Hours
- Niki - O piesă deșănțată de Lia Bugnar, regia Dorina Chiriac, 2012 (spectacolul se joacă și la GODOT Cafe Teatru)
- Noi 4 de Lia Bugnar, regia Dorina Chiriac, 2012 (spectacolul se joacă și la GODOT Cafe Teatru)
- 7 dintr-o lovitura de Lia Bugnar, regia Lia Bugnar, 2012 (spectacolul se joacă și la GODOT Cafe Teatru)
- Nu mai plânge, baby după texte de Ștefan Peca, regia Carmen Lidia Vidu, 2010
- Paul - Stă să plouă de Lia Bugnar, regia Lia Bugnar, 2006
- Patroana agenției - America-știe-tot de Nicole Duțu, regia Radu Afrim, 2005
- Porculete - Disco Pigs de Enda Walsh, regia Peter Kerek, 2005
- Herman - Bitter sauce de Eric Bogosian, regia Carmen Lidia Vidu, 2004

ArCuB
- Aksenti Ivanovici - Însemnările unui nebun de Nikolai Gogol, regia Felix Alexa, 2013
- Steve - I hate Helen de Ștefan Peca, regia Carmen Lidia Vidu, 2005

Teatrul Odeon
- Vasile - Republica Melania, de Irina Nechit, regia Gelu Colceag, 2018
- Actor - București strict secret: Misterul Sebastian scenariu de Stelian Tănase, regia Felix Alexa, 2011
- Kurt - Chip de foc de Marius von Mayenburg, regia Felix Alexa, 2004

GODOT Cafe Teatru
- Fă-mi loc!  de Anthony Michineau, regia Radu Beligan, 2012
- Marea iubire a lui Sebastian după texte din însemnările lui Leny Caler, jurnalul lui Mihail Sebastian și piesa Jocul de-a vacanța, 2011

În țară, Marius Manole a jucat în următoarele spectacole:
Teatrul Maria Filotti, Brăila
- Niccolo - Angajare de clovn de Matei Vișniec, regia Radu Nichifor, 2006
- Proprietarul - Plaja de Peter Asmussen, regia Radu Afrim, 2004
- Paulie - Drept ca o linie de Luís Alfaro, regia Radu Apostol, 2002
- Prichindel - Caragiale...fantasticul după I.L. Caragiale, regia Constantin Codrescu, 2002
- Dromio din Efes - Comedia erorilor de William Shakespeare, regia Attila Szabo, 2001

Teatrul Municipal, Târgoviște
- Romeo - Romeo și Julieta de William Shakespeare, regia Kemal Bașar, 2007

Teatrul Național Timișoara
- Soldatul - Povestea soldatului de Igor Stravinsky, regia Ion Ardeal Ieremia, 2006

## Filmografie
- Un bulgăre de humă (1990)

## Televiziune
Marius Manole a apărut în serialul „Martor fără voie” (2006), regizat de Alexandru Lupu,  la postul de televiziune Antena 1. În rolul lui Patrick, a interpretat un tânăr bântuit de viziuni macabre ce sfârșesc prin a se adeveri.
Desi declară că el și filmul nu se iubesc, din anul 2009 a participat în diferite scurt sau lungmetraje, atât în România, cât și la nivel internațional:
- Oscar Monescu - 2+2, regia Thomas Ciulei, 2012
- Reflex - regia Andra Chiriac, 2012
- Doctorul Șchiop - Undeva la Palilula, regia Silviu Purcărete, 2012
- Șerban - Luna Verde, regia Alexa Visarion, 2010
- The Scream - regia Mirel Bran, 2010
- Ursica 2 - Bibliothèque Pascale, regia Szalbocs Hajdu, 2010
- Heatwave - regia Mirel Bran, 2009, inclus pe shortlist la Fimminute 2009

## Nominalizări și premii
Președintele Klaus Iohannis l-a decorat, la 5 mai 2016, cu Ordinul "Meritul Cultural" în grad de Cavaler, categoria D - "Arta spectacolului", pentru "implicarea deosebită în promovarea teatrului și cinematografiei românești atât în țară, cât și în străinătate". În noiembrie 2021, în urma crizei politice din România, Marius Manole a înapoiat decorația reproșând președintelui Iohannis că „a girat guvernul PSD-PNL”.
La cea de-a nouăsprezecea ediție a Galei UNITER, Marius Manole a fost nominalizat la categoria Cel mai bun actor în rol principal, pentru Ermolai Alexeevici Lopahin, din Livada de vișini, alături de Bogdan Zsolt (câștigătorul categoriei), pentru Ingmar Bergman din spectacolul Strigăte și șoapte și Horațiu Mălăele, pentru François din Dineu cu proști.
Marius Manole a obtinut in 2016 premiul pentru cel mai bun actor intr-un rol secundar cu Batranica / Actorul din spectacolul Nationalului Bucurestean ”Intre noi e totul bine” regia Radu Afrim 
Marius Manole a obținut în 2009 premiul FestCo, pentru rolul principal din spectacolul Ioana și focul de la Teatrul de Comedie (ex aequo Constantin Cojocaru pentru Mansardă la Paris). În 2007 i-a fost acordat, în cadrul aceleiași gale Premiul pentru cel mai bun actor în rol secundar -  Paul – Stă să plouă, Teatrul LUNI, Green Hours (ex aequo Silviu Biriș pentru Sânziana și Pepelea). A obținut și Premiul pentru Tineri Creatori acordat de Ministerul Culturii și Cultelor pentru Puck - Visul unei nopți de vară de William Shakespeare, 2003, Premiul special la Festivalul de Teatru Contemporan Brașov pentru rolul Paulie din Drept ca o linie, 2002 și Marele Premiu la Festivalul de Teatru Imagine, pentru același rol.
În anul 2006, Marius Manole a fost nominalizat la Premiile UNITER pentru cel mai bun actor în rol principal (Șarikov, Tipograf Tipografovici – Inimă de câine după Mihail Bulgakov, regia Yuriy Kordonskiy), alături de Victor Rebengiuc și Marius Stănescu. De asemenea, în 2003 a fost nominalizat, tot în cadrul UNITER, pentru debut, cu rolul Paulie în spectacolul Drept ca o linie, de Luís Alfaro, în regia lui Radu Apostol.
La 8 mai 2017, Marius Manole și dansatoarea profesionistă Olesea Nespeac-Micula au câștigat marele premiu la emisiunea Uite cine dansează!. Premiul, în valoare de 100 000 €, a fost direcționat spre fundația Hope and Homes for Children.